# Isabella Whitney
Isabella Whitney (Cheshire, 1546 o 1548 – dopo il 1624) è stata una poetessa e traduttrice inglese. Viene ricordata per essere stata la prima donna inglese a pubblicare poesia di carattere non religioso. La Whitney inoltre si distingue dalle altre poetesse elisabettiane e giacomiane per il suo ceto sociale inferiore e, al contrario di letterate quali Mary Wroth o Mary Sidney, la mancata appartenenza a una famiglia aristocratica.

## Biografia
Isabella Whitney nacque nel Cheshire (presumibilmente a Coole Pilate), seconda dei sette figli di Geoffrey Whitney e Joan Whitney.
Visse e lavorò a Londra fino al 1573, quando perse il lavoro presumibilmente a causa di qualche calunnia, come sostiene nella sua opera A Sweet Nosegay. Dopo aver perso la sua fonte di sostentamento, tornò nella casa di famiglia a Ryles Green, dove nel 1576 rimase incinta e diede alla luce una bambina battezzata nell'autunno dello stesso anno e di cui però si perdono le tracce.
Nel 1580 sposò il cattolico Richard Eldershaw, il medico di Audlem. Visti i suoi rifiuti di frequentare la messa anglicana, Eldershaw ricevette numerose e ingenti multe (una pari a 240£ nel 1600), il che probabilmente spinse la moglie a riallacciare i rapporti con l'editoria londinese. La coppia ebbe due figli, Marie ed Edmund.
Nel 1601 Geoffrey Whitney, il fratello maggiore, la nominò nel suo testamento, nel quale le lasciava una certa quantità d'argento. Ventitré anni più tardi il suo nome appare anche nel testamento del fratello minore Brooke, dimostrando quindi che la donna era ancora viva nel 1624.

## Attività letteraria
Grazie ai contatti dello zio, Isabelle Whitney cominciò a pubblicare i propri versi anonimamente negli anni 1560. La sua attività letteraria godette del supporto di Richard Jones, un membro della Stationers Company. Nel 1567 Jones pubblicò una breve raccolta dei versi della Whitney, intitolata The Copy of a Letter. Il libro contiene quattro poesie in forma epistolare che tracciano e denunciano le differenze sociali nei rapporti tra uomini e donne.
La critica alle norme sociali è un tema che la Whitney affrontò nuovamente nel 1573 in A Sweet Nosgay, in cui lamentò l'ingiusto trattamento riservato alle donne; l'opera è in parte ispirata al Floures of Philosophie di Hugh Plat (1572), riscrivendo in parte alcuni dei suoi aforismi da un punto di vista femminile. L'opera contiene anche un epistolario immaginario diretto ad amici e parenti in cui continua ad elaborare i suoi ideali protofemministi. La parte finale dell'opera, Wyll, rivela un'intima conoscenza della città di Londra scritta sotto forma di un ironico testamento.
Il 1578 vide la pubblicazione di The Lamentacion of a Gentilwoman, che viene generalmente attribuito alla Whitney. L'opera fu scritta in risposta alla morte di un certo William Gruffith. L'ultima opera pubblicata e attribuita ad Isabella Whitney è Ovidius Naso His Remedie of Love del 1600. L'opera comprende una traduzione del Remedia Amoris, a cui segue una lettera originale dell'autrice nel modello dell'Eroidi ovidiane. La lettera è un'epistola di Enea a Didone, una figura ricorrente nell'opera dalla poetessa.

## Opere
- The Copy of a Letter, Lately Written in Meter, by a Young Gentlewoman To her Unconstant Lover
- A Sweet Nosgay, or Pleasant Poise: Containing a Hundred and Ten Philosophical Flowers (1573)
- The Lamentation of a Gentlewoman upon the Death of Her Late-Deceased Friend, William Gruffith, Gentleman (1578)
- Will and Testament (1573)
- Ovidius Naso His Remedie of Love (1600)